# Pelophryne brevipes
Pelophryne brevipes é uma espécie de sapo da família Bufonidae. Ele é endêmico na Malásia, Indonésia, Filipinas e Singapura. Seu habitat natural são as florestas úmidas das terras baixas, em áreas tropicais e subtropicais, marismas intermitentes de água doce, rios e rios intermitentes. Não é considerado ameaçado pela UICN.